# Joseph Barcroft
Joseph Barcroft, född 26 juli 1872 i Newry i County Down i Nordirland, död 21 mars 1947 i Cambridge, var en brittisk fysiolog.
Barcroft blev professor i fysiologi vid universitetet i Cambridge 1926. Han tilldeladesa Royal Medal 1922 och Copleymedaljen 1943. Barcrofts viktigaste arbeten avhandlar blodgasernas fysiologi (The respiratory function of the blood, 1924). Större delen av hans vetenskapliga produktion återfinns i Journal of physiology. Mest känd blev Barcroft för den Barcroftska differentialblodgasmanometern, som tillät bestämning av blodgaser i mycket små mängder blod.